# Orange, Vaucluse

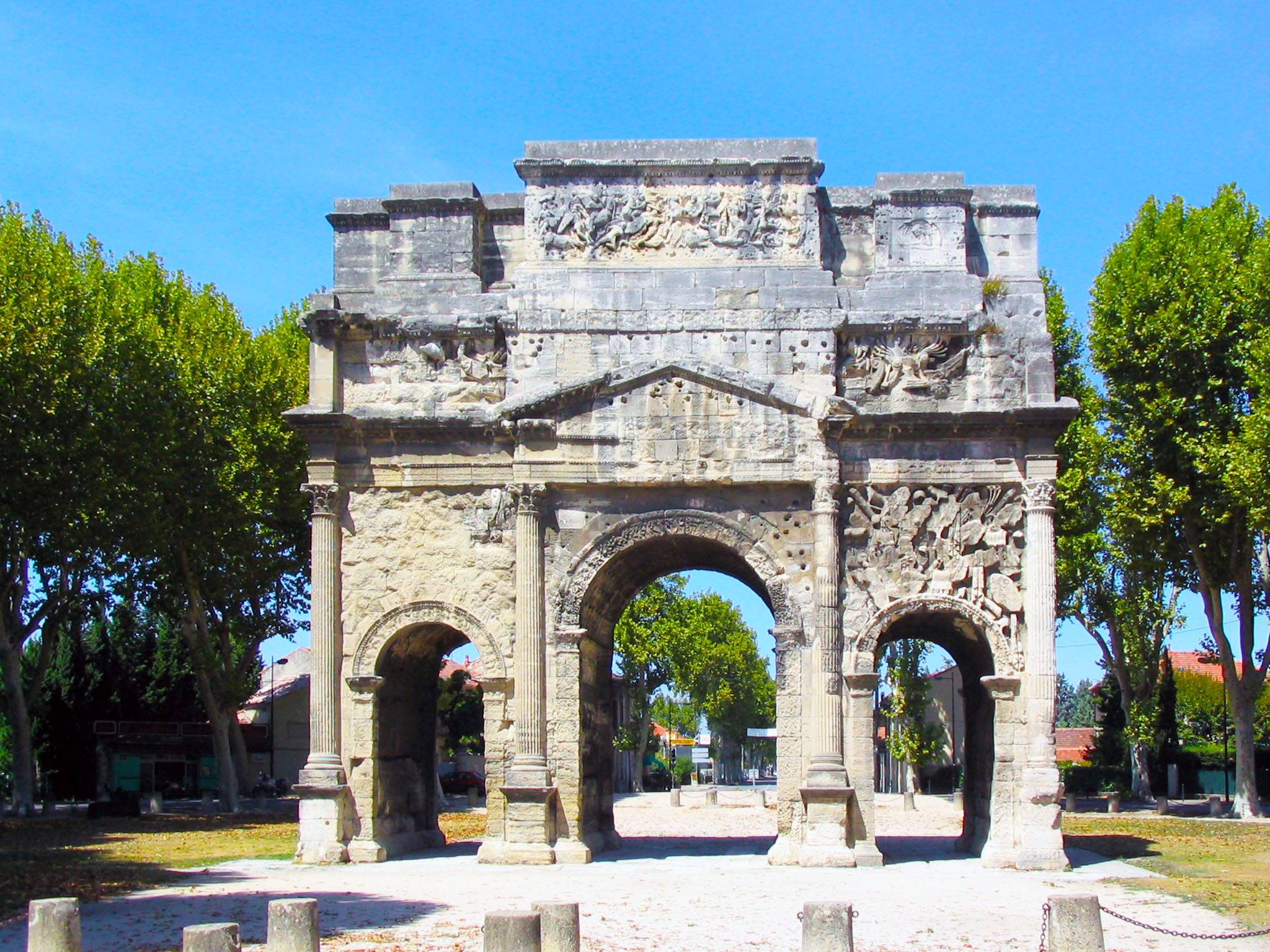
Den romerska triumfbågen

Orange är en kommun i departementet Vaucluse i regionen Provence-Alpes-Côte d'Azur i sydöstra Frankrike. Kommunen är chef-lieu över 2 kantoner som tillhör arrondissementet Avignon. År 2022 hade Orange 29 357 invånare.
Namnet är en fransk förvrängning av namnet Aurenja från den medeltida dialekten i trakten, och härstammar inte från ordet för apelsin (Orange på franska), eller färgen orange (som kommer från frukten). Färgen har ändå genom historien kopplats ihop med staden och furstendömet Oranien.

## Historik
Staden har sitt ursprung i veterankolonin Arausio, grundad av kejsar Augustus 35 f. Kr. Staden kom under romartiden att bli en rik stad av strategisk betydelse. Senast på 1000-talet blev Orange centrum för ett självständigt grevskap som under 1100-talet utvecklades till furstendömet Oranien. 1271 fick Orange stadsprivilegier. Furstendömet Oranien tillföll 1530 en sidogren av Huset Nassau-Oranien och var därefter i dess besittning fram till 1702. Efter Vilhelm III:s död anmälde sig då Fredrik I av Preussen samt François Louis de Bourbon och ståthållaren i Friesland (Johan Vilhelm Friso) som arvspretendenter. Ludvig XIV av Frankrike förklarade åter att Orange som herrelöst län tillfallit den franska kronan. Den oraniska tronföljdsstriden slutade med att Frankrike genom Freden i Utrecht fick behålla Orange, medan den preussiska kungen och ståthållaren behöll titeln hertig av Oranien.

## Världsarvet i Orange
Romerska teatern och Triumfbågen i Orange finns sedan 1981 med på Unescos världsarvslista. Den romerska staden hette Colonia Julia Firma Secundanorum Arausio. Den romerska staden är relativt välbevarad, här finns vattenledningar, rester av stadsmurarna, en teater med plats för 7.000 åskådare, ruiner efter flera tempel samt en välbevarad triumfbåge.

## Befolkningsutveckling
Antalet invånare i kommunen Orange
| Referens: INSEE |